# Philothamnus hughesi
Philothamnus hughesi är en ormart som beskrevs av Trape och Roux-Estève 1990. Philothamnus hughesi ingår i släktet Philothamnus och familjen snokar. Inga underarter finns listade i Catalogue of Life.
Denna orm förekommer i Afrika från Kamerun, Centralafrikanska republiken och kanske Sydsudan till södra Kongo-Kinshasa och norra Angola. Arten lever i låglandet och i bergstrakter upp till 2100 meter över havet. Habitatet antas vara savanner. Troligtvis har arten samma levnadssätt som andra släktmedlemmar.
För beståndet är inga hot kända. Hela populationen anses vara stor. IUCN listar arten som livskraftig (LC).